# 블라디슬라프 3세

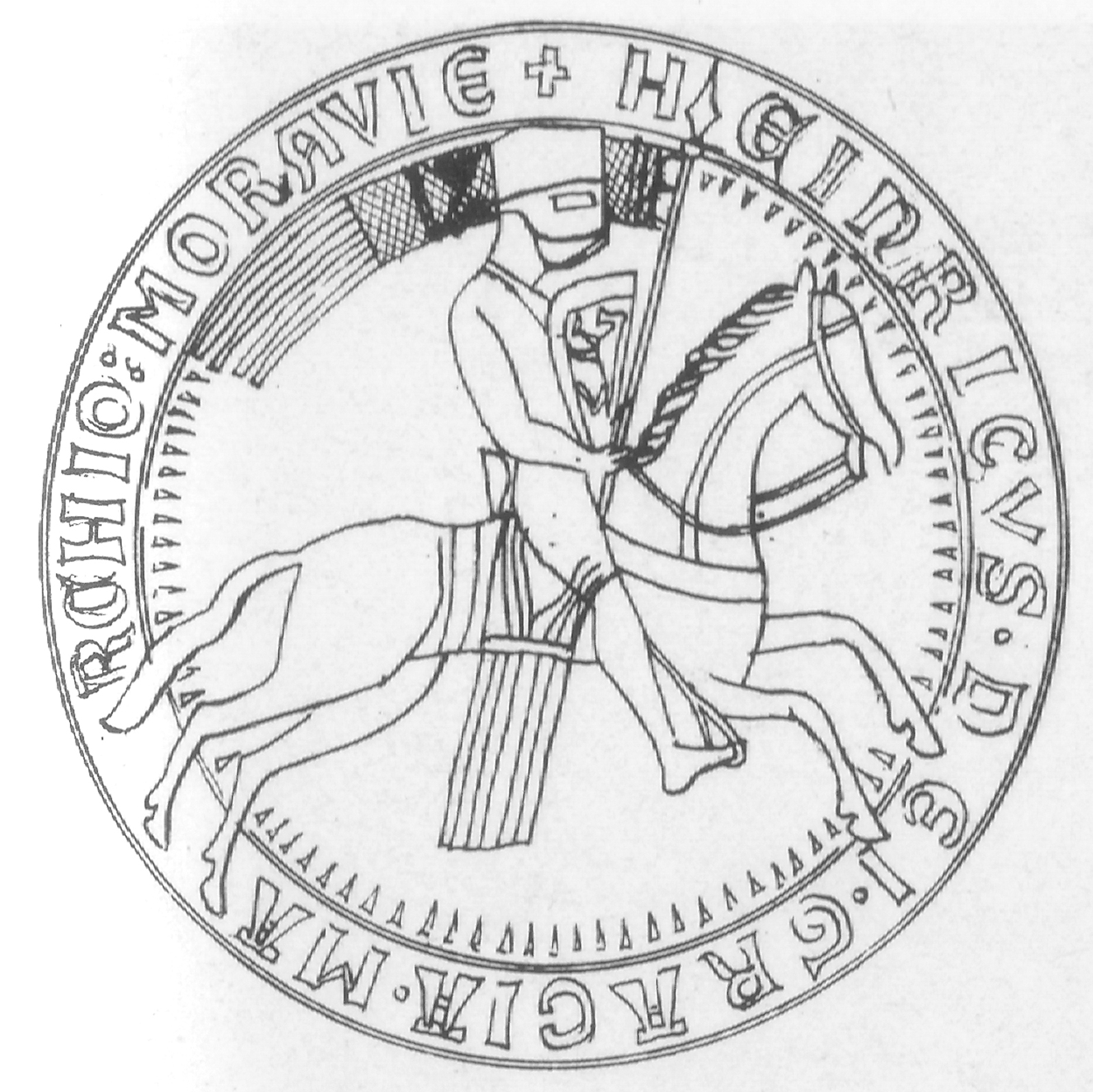
블라디슬라프 3세의 인장

블라디슬라프 인드르지흐(체코어: Vladislav Jindřich, 1160년경 ~ 1222년 8월 12일)는 모라바 변경백(재위: 1197년 ~ 1222년)이다. 보헤미아 공작(재위: 1197년)시절에는 블라디슬라프 3세(체코어: Vladislav III.)로 불렸다.

## 생애
보헤미아 공국(체코어)의 공작 블라디슬라프 2세와 그의 두 번째 아내인 튀링겐의 유디트(Judith) 사이에서 태어났으며 오타카르 1세의 동생이기도 하다.
1191년부터 1194년까지 브르노, 즈노이모 공작을 역임했다. 1192년에는 보헤미아 공작을 역임하고 있던 바츨라프 2세를 폐위시킨 오타카르 1세를 지원했다. 1193년 6월 신성 로마 제국의 황제였던 하인리히 6세는 보름스에서 열린 신성 로마 제국의 제국회의에서 오타카르 1세를 폐위시키고 프라하 주교를 역임했던 인드르지흐 브르제티슬라프(Jindřich Břetislav, 브르제티슬라프 3세)를 보헤미아의 공작으로 즉위시켰다. 블라디슬라프 3세는 프라하 성에 수감된 뒤부터 한동안 브르제티슬라프 3세의 감시를 받았다.
1197년 하인리히 6세 황제와 브르제티슬라프 3세 공작이 사망하면서 석방되었다. 1197년 6월 22일에 보헤미아의 공작으로 즉위했지만 보헤미아 전역에서 오타카르 1세를 지지하는 반란이 일어났다. 블라디슬라프 3세는 1197년 12월 22일에 오타카르 1세에게 보헤미아 공작위 자리를 물려주고 모라바 변경백이 되었다.
블라디슬라프 사후 모라바 변경백위는 오타카르 1세의 아들 블라디슬라프(인드르지흐와는 동명이인)가 이었다.
| 전임 브르제티슬라프 3세 | 보헤미아의 공작 1197년 | 후임 오타카르 1세 |